# Efectul Bruce
Efectul Bruce este o tendință a femelelor rozătoare de a-și pierde sarcina după ce fac cunoștință cu mirosul unui mascul necunoscut. Efectul a fost observat pentru prima dată de Hilda M. Bruce în 1959 și a fost studiat cu precădere la șoarecii de laborator (Mus musculus). În cazul șoarecilor, sarcina se poate întrerupe până la nidație (fixarea embrionului în mucoasa uterină), dar la alte specii aceasta se poate întrerupe și într-o etapă mai avansată a sarcinii.
Efectul Bruce a fost observat și la șoareci din genul Peromyscus, șoareci de câmp americani (Microtus pennsylvanicus), lemingi cu copite (Dicrostonyx) și maimuțe gelada (Theropithecus gelada), existând ipoteze că și alte mamifere ar avea un comportament asemănător, ca de exemplu leul.

## Descoperire
În cadrul unui experiment publicat în anul 1959, zoologista Hilda Bruce de la Institutul Național pentru Cercetări în Medicină⁠(en)[traduceți] din Londra avea femele de șoarece gravide care conviețuiau cu masculi diferiți de cei cu care au conceput embrionul. Drept rezultat, a crescut numărul pierderilor de sarcină, femelele împerechindu-se repetat cu noii masculi. Aceasta nu se întâmpla când femelele conviețuiau cu masculi castrați sau neajunși la maturitate sexuală. Efectul continua să se manifeste și atunci când femelele erau separate vizual și auditiv de masculii cu pricina, ceea ce a sugerat că femelele recunoșteau masculii după miros. Pentru a testa această ipoteză, Bruce și colegul său Alan Parkes au angajat parfumieri care să analizeze mirosul unor bucăți de haine din cuștile diferitor masculi. Aceștia au confirmat că fiecare mascul are un miros specific, diferit de al celorlalți.

## Mecanism de acțiune

### Detectarea feromonilor
La femele, organul vomeronasal, o structură mucoasă din septul nazal, secretă anumite substanțe în prezența unui nou mascul. Urina masculului șoarece conține peptide MHC de clasa I⁠(en)[traduceți], care sunt percepuți de receptori din organul vomeronasal al femelei. Aceste semnale de natură chimică, individuale pentru fiecare mascul, sunt memorate de femele în timpul împerecherii sau la scurt timp după asta. Un rol important în relația semnal chimic–reacție fiziologică îl joacă hormonul antidiuretic (vasopresina). Atunci când gena receptor 1b de vasopresină⁠(en)[traduceți] este neutralizată la femele, efectul Bruce nu se mai observă.

### Recunoașterea masculului-tată
Expunerea la feromoni din urina masculilor activează la femele o reacție neuroendocrină care rezultă în pierderea sarcinii. Dacă feromonii corespund cu cei memorați de femelă (ai partenerului de împerechere), organismul femelei secretă noradrenalină, care neutralizează receptivitatea bulbului olfactiv la feromoni, ceea ce preîntâmpină pierderea sarcinii. Recent, rolul noradrenalinei a fost pus la îndoială, sugerându-se că oxitocina are un rol cel puțin la fel de important în acest proces. S-a demonstrat că femelele tratate cu preparate anti-oxitocină nu disting mirosul masculului-tată, astfel încât pierderea sarcinii are loc indiferent de identitatea masculului conviețuitor.

### Reacția neuroendocrină
Activarea receptorilor vomeronasali provoacă o reacție neuroencodrină complexă. Informația despre feromoni circulă prin nervi spre bulbul olfactiv, apoi spre amigdală, tractul olfactiv și stria terminalis. Acestea stimulează hipotalamusul să secrete mai multă dopamină, care împiedică lobul hipofizar anterior să secrete prolactină. În lipsa prolactinei, un hormon esențial pentru menținerea corpus luteum, are loc degradarea acestuia (luteoliza). Corpus luteum nu mai furnizează progesteron, din care cauză uterul nu este pregătit pentru nidație și sarcina eșuează.

### Rolul estrogenilor
Androgenii și estrogenii, în particular estradiolul (E2) care se găsește în urina masculilor, sunt și ei semnale chimice importante pentru desfășurarea efectului Bruce, dar care activează reacții diferite de cea neuroendocrină. Molecule mici de steroizi, ca E2, pot pătrunde în sistemul circulator direct prin ingestie nazală, după care nimeresc în uter, unde sunt întâlnite de o serie de receptori compatibili. În cantități normale, E2 asigură pregătirea blastocistului și uterului pentru nidație. Însă în cantități exagerate, acesta va împiedica realizarea nidației. Masculii castrați nu pot provoca pierderea sarcinii, cu excepția celor tratați cu testosteron.

### Factorul timpului
Unul din factorii necesari observării efectului Bruce este timpul expunerii la feromonii masculini. După împerechere, organismul femelelor secretă prolactină de două ori pe zi. Expunerea la feromonii unui mascul necunoscut poate provoca sarcina numai dacă aceasta are loc în timpul a două secreții de prolactină, dintre care una pe parcursul zilei.

## Rolul în evoluție
Pentru a deveni un fenomen obișnuit pentru o anumită specie, efectul Bruce trebuie să prezinte anumite avantaje din punct de vedere evoluționar pentru specia dată.

### La masculi
Atunci când au posibilitatea, șoarecii masculi își îndreaptă jetul de utină în direcția femelelor. Astfel, el își crește șansele de împerechere prin „sabotarea” sarcinii provocate de un concurent mascul. Efectul Bruce poate fi folosit pentru menținerea statutului social: masculii dominanți lasă mai multe urme de urină (deci mai mulți feromoni).

### La femele
Femelele pot să-și țină sarcina sub control prin evitarea contactului cu masculi necunoscuți în perioada dată. Ele sunt predispuse să se afle cât mai aproape de masculii dominanți. Masculii din mai multe specii de rozătoare omoară nou-născuții care nu le aparțin; efectul Bruce permite evitarea acestui fenomen prin uciderea embrionului. Aceasta explică faptul că efectul Bruce este caracteristic speciilor poligame de rozătoare, la care riscul de infanticid este cel mai mare.

## Resurse bibliografice
- de la Maza, Helen M.; Wolff, Jerry O.; Lindsey, Amber (1999). „Exposure to strange adults does not cause pregnancy disruption or infanticide in the gray-tailed vole”. Behavioral Ecology and Sociobiology. 45 (2): 107. doi:10.1007/s002650050544. JSTOR 4601583.
- Kenney, A. McM.; Evans, R. L.; Dewsbury, D. A. (1977). „Postimplantation pregnancy disruption in Microtus ochrogaster, M. Pennsylvanicus and Peromyscus maniculatus”. Reproduction. 49 (2): 365–7. doi:10.1530/jrf.0.0490365. PMID 321775.
- Mahady, Scott; Wolff, Jerry (2002). „A field test of the Bruce effect in the monogamous prairie vole (Microtus ochrogaster)”. Behavioral Ecology and Sociobiology. 52 (1): 31–7. doi:10.1007/s00265-002-0484-0. JSTOR 4602102.
- Fraser-Smith, A. (1975). „Male-induced pregnancy termination in the prairie vole, Microtus ochrogaster”. Science. 187 (4182): 1211–3. doi:10.1126/science.1114340. PMID 1114340.
- Stehn, R. A.; Jannett, F. J. (1981). „Male-Induced Abortion in Various Microtine Rodents”. Journal of Mammalogy. 62 (2): 369–372. doi:10.2307/1380713. JSTOR 1380713.
- Storey, Anne E.; Snow, Dianne T. (1990). „Postimplantation pregnancy disruptions in meadow voles: Relationship to variation in male sexual and aggressive behavior”. Physiology & Behavior. 47 (1): 19–25. doi:10.1016/0031-9384(90)90037-5. PMID 2183249.
- Storey, Anne E. (2010). „Pre-implantation Pregnancy Disruption in Female Meadow Voles Microtus pennsylvanicus (Rodentia: Muridae): Male Competition or Female Mate Choice?”. Ethology. 98 (2): 89–100. doi:10.1111/j.1439-0310.1994.tb01060.x.
- Wolff, Jerry O. (2003). „Laboratory Studies with Rodents: Facts or Artifacts?”. BioScience. 53 (4): 421–7. doi:10.1641/0006-3568(2003)053[0421:LSWRFO]2.0.CO;2. ISSN 0006-3568.